# Paula Lima (álbum)
Paula Lima é um álbum homônimo da cantora e compositora Paula Lima. Lançado em em 2003 pela gravadora Universal Music, o CD contou com a produção de Guto Graça Mello.

## Lista de Faixas[1]
1. Gafieira S.A. (Seu Jorge) 
2. Foi para o Seu Bem (Lincoln Olivetti / Robson Jorge) 
3. Meu Guarda-chuva (Jorge Ben) 
4. O Olhar do Amor (The look of love) (Burt Bacharach / Hal David / Adpt. Dudu Falcão) 
5. Estou Livre (Tony Bizarro / Robson Jorge / Lincoln Olivetti) 
6. Bom Mesmo é Amar (Jorge Ben) 
7. Pacto com baco (Eugênio Dale) 
8. Serenata ao Luar (Moonlight Serenade) (Miller / Parish / Adpt. Carlos Rennó) 
9. Segunda Via (Marcos "Xuxa” Levy / Walmir Borges / Dudu Falcão) 
10. Quatro (Eugênio Dale) 
11. Valerá a Pena (Dorival Caymmi) 
12. Sou Guerreira (Paula Lima / Seu Jorge / Zé Ricardo) 
13. Gafieira S.A. (Extended Jazz Sessions) (Seu Jorge) 
14. Foi para o Seu Bem (Domestic House Mix) (Lincoln Olivetti / Robson Jorge)

## Curiosidades[2]
- O CD foi lançado simultaneamente em Portugal e no Japão.
- A faixa "Serenata ao luar (Moonlight serenade)" foi escolhida por Manoel Carlos, autor da novela 'Mulheres Apaixonadas', para integrar a trilha sonora da produção global.
- A faixa "Pacto Com baco" integrou a trilha sonora do filme Sexo, Amor e Traição.